# Leucippus (genre)
Pour les articles homonymes, voir Leucippe (homonymie).
Genre
Leucippus est un genre d'oiseaux-mouches (la famille des trochilidés) de la sous-famille des Trochilinae et de la tribu des Trochilini.

## Liste des espèces
Selon la classification de référence du Congrès ornithologique international (version 14.1, 2024), Catalogue of Life (3 août 2012) et ITIS (3 août 2012), ce genre est constitué de l'espèce suivante :
- Leucippus fallax – Colibri trompeur